# BBC-Auswahl der 100 bedeutendsten britischen Romane
Die BBC-Auswahl der 100 bedeutendsten britischen Romane (englisch The 100 greatest British novels) wurde im Dezember 2015 veröffentlicht. Sie ist das Resultat einer Umfrage unter 82 nicht-britischen Literaturkritikern und -wissenschaftlern, die jeweils um eine Nennung der aus ihrer Sicht zehn bedeutendsten britischen Romane gebeten wurden.
Ziel der Umfrage war es, eine globale Einschätzung zu erhalten, da der britische Roman weltweit über Jahrhunderte diese literarische Form beeinflusst habe. Zu den Auswählenden, die aus Kontinentaleuropa und den USA sowie Australien, Afrika, Asien und dem Nahen Osten stammen, gehören unter anderem Claiborne Smith (Kirkus Reviews), Sam Sack (The Wall Street Journal), Stephen Romei und Geordie Williamson (beides Literaturkritiker des Australian), Fintan O’Toole (The Irish Times), Mark Medley (Toronto Globe and Mail) und Mary Ann Gwinn (Seattle Times). Zu den befragten Literaturwissenschaftlern gehören unter anderem Terry Castle, Morris Dickstein, Michael Gorra, Carsten Jensen, Amitava Kumar, Rohan Maitzen, Geoffrey O’Brien, Nilanjana Roy und Benjamin Taylor. Insgesamt wurden 228 Romane genannt.
Middlemarch, der Roman, der auf den ersten Platz gewählt wurde, wurde von 42 Prozent der Auswählenden als einer der zehn bedeutendsten britischen Romane genannt. Die auf dieser Liste am häufigsten genannten Autoren sind Jane Austen, Virginia Woolf und Charles Dickens mit jeweils vier Werken. E. M. Forster, Thomas Hardy und Graham Greene sind jeweils mit drei Romanen vertreten.

## Liste der häufigsten Nennungen
| Platz | Originaltitel                                             | Deutscher Titel                                                       | Autor                       | Erscheinungsjahr | Auszeichnungen und Anmerkungen |
| ----- | --------------------------------------------------------- | --------------------------------------------------------------------- | --------------------------- | ---------------- | --- |
| 1     | Middlemarch                                               | Middlemarch                                                           | George Eliot                | 1874             | |
| 2     | To the Lighthouse                                         | Die Fahrt zum Leuchtturm                                              | Virginia Woolf              | 1927             | |
| 3     | Mrs. Dalloway                                             | Mrs. Dalloway                                                         | Virginia Woolf              | 1925             | Michael Cunninghams Roman Die Stunden, der 1999 mit dem Pulitzer-Preis ausgezeichnet wurde, schildert den Einfluss des Romans Mrs. Dalloway auf Frauen drei verschiedener Generationen. |
| 4     | Great Expectations                                        | Große Erwartungen                                                     | Charles Dickens             | 1861             | |
| 5     | Jane Eyre                                                 | Jane Eyre                                                             | Charlotte Brontë            | 1847             | |
| 6     | Bleak House                                               | Bleak House                                                           | Charles Dickens             | 1853             | |
| 7     | Wuthering Heights                                         | Sturmhöhe                                                             | Emily Brontë                | 1847             | |
| 8     | David Copperfield                                         | David Copperfield                                                     | Charles Dickens             | 1850             | |
| 9     | Frankenstein                                              | Frankenstein                                                          | Mary Shelley                | 1818             | |
| 10    | Vanity Fair                                               | Jahrmarkt der Eitelkeit                                               | William Makepeace Thackeray | 1848             | |
| 11    | Pride and Prejudice                                       | Stolz und Vorurteil                                                   | Jane Austen                 | 1813             | |
| 12    | Nineteen Eighty-Four                                      | 1984                                                                  | George Orwell               | 1949             | |
| 13    | The Good Soldier                                          | Die allertraurigste Geschichte                                        | Ford Madox Ford             | 1915             | |
| 14    | Clarissa                                                  | Clarissa                                                              | Samuel Richardson           | 1748             | |
| 15    | Atonement                                                 | Abbitte                                                               | Ian McEwan                  | 2001             | |
| 16    | The Waves                                                 | Die Wellen                                                            | Virginia Woolf              | 1931             | |
| 17    | Howards End                                               | Wiedersehen in Howards End                                            | Edward Morgan Forster       | 1910             | |
| 18    | The Remains of the Day                                    | Was vom Tage übrigblieb                                               | Kazuo Ishiguro              | 1989             | Booker Prize |
| 19    | Emma                                                      | Emma                                                                  | Jane Austen                 | 1815             | |
| 20    | Persuasion                                                | Anne Elliot                                                           | Jane Austen                 | 1817             | |
| 21    | Heart of Darkness                                         | Herz der Finsternis                                                   | Joseph Conrad               | 1899             | |
| 22    | The History of Tom Jones, a Foundling                     | Tom Jones: Die Geschichte eines Findelkindes                          | Henry Fielding              | 1749             | |
| 23    | Jude the Obscure                                          | Im Dunkeln                                                            | Thomas Hardy                | 1895             | |
| 24    | The Golden Notebook                                       | Das goldene Notizbuch                                                 | Doris Lessing               | 1962             | Nobelpreis für Literatur |
| 25    | White Teeth                                               | Zähne zeigen                                                          | Zadie Smith                 | 2000             | James Tait Black Memorial Prize Whitbread First Novel Award |
| 26    | The Lord of the Rings                                     | Der Herr der Ringe                                                    | J. R. R. Tolkien            | 1954             | |
| 27    | Robinson Crusoe                                           | Robinson Crusoe                                                       | Daniel Defoe                | 1719             | |
| 28    | Villette                                                  | Villette                                                              | Charlotte Brontë            | 1853             | |
| 29    | Brick Lane                                                | Brick Lane                                                            | Monica Ali                  | 2003             | |
| 30    | Moll Flanders                                             | Moll Flanders                                                         | Daniel Defoe                | 1722             | |
| 31    | The End of the Affair                                     | Das Ende einer Affäre                                                 | Graham Greene               | 1951             | |
| 32    | A Room with a View                                        | Zimmer mit Aussicht                                                   | Edward Morgan Forster       | 1908             | |
| 33    | The Wind in the Willows                                   | Der Wind in den Weiden                                                | Kenneth Grahame             | 1908             | |
| 34    | Never let me go                                           | Alles, was wir geben mussten                                          | Kazuo Ishiguro              | 2005             | |
| 35    | Remainder                                                 | 8 ½ Millionen                                                         | Tom McCarthy                | 2005             | Believer Book Award |
| 36    | A Dance to the Music of Time                              | Ein Tanz zur Musik der Zeit                                           | Anthony Powell              | 1952–1975        | Zwölf Bände |
| 37    | Decline and Fall                                          | Verfall und Untergang                                                 | Evelyn Waugh                | 1928             | |
| 38    | The Passion                                               | Verlangen                                                             | Jeanette Winterson          | 1987             | John Llewellyn Rhys Prize |
| 39    | The Sense of an Ending                                    | Vom Ende einer Geschichte                                             | Julian Barnes               | 2011             | Man Booker Prize |
| 40    | Alice’s Adventure in Wonderland                           | Alice im Wunderland                                                   | Lewis Carroll               | 1865             | |
| 41    | Dombey and Son                                            | Dombey und Sohn                                                       | Charles Dickens             | 1860             | |
| 42    | Brighton Rock                                             | Am Abgrund des Lebens                                                 | Graham Greene               | 1938             | |
| 43    | The Swimming Pool Library                                 | Die Schwimmbad-Bibliothek                                             | Alan Hollinghurst           | 1988             | |
| 44    | Wolf Hall                                                 | Wölfe                                                                 | Hilary Mantel               | 2009             | Man Booker Prize Walter Scott Prize for historical fiction National Book Critics Circle Award                                                                                           |
| 45    | The Little Stranger                                       | Der Besucher                                                          | Sarah Waters                | 2009             | |
| 46    | Midnight’s Children                                       | Mitternachtskinder                                                    | Salman Rushdie              | 1980             | |
| 47    | The Life and Opinions of Tristram Shandy, Gentleman       | Leben und Ansichten von Tristram Shandy, Gentleman                    | Laurence Sterne             | 1759             | |
| 48    | Lucky Jim                                                 | Glück für Jim                                                         | Kingsley Amis               | 1954             | |
| 49    | Possession                                                | Besessen                                                              | A. S. Byatt                 | 1990             | |
| 50    | A Passage to India                                        | Auf der Suche nach Indien                                             | Edward Morgan Forster       | 1924             | |
| 51    | Tess of the d’Urbervilles                                 | Tess von den d’Urbervilles                                            | Thomas Hardy                | 1891             | |
| 52    | New Grub Street                                           | Zeilengeld                                                            | George Gissing              | 1891             | |
| 53    | Wide Sargasso Sea                                         | Die weite Sargassosee                                                 | Jean Rhys                   | 1966             | |
| 54    | NW                                                        | London NW                                                             | Zadie Smith                 | 2012             | |
| 55    | Gulliver’s Travels                                        | Gullivers Reisen                                                      | Jonathan Swift              | 1726             | |
| 56    | Oranges are not the only Fruit                            | Orangen sind nicht die einzige Frucht                                 | Jeanette Winterson          | 1985             | Whitbread Book Award |
| 57    | Parade’s End                                              | Keine Paraden mehr                                                    | Ford Madox Ford             | 1924–1928        | |
| 58    | Loving                                                    | Der Butler                                                            | Henry Green                 | 1945             | |
| 59    | The Line of Beauty                                        | Die Schönheitslinie                                                   | Alan Hollinghurst           | 2004             | Booker Prize |
| 60    | Sons and Lovers                                           | Söhne und Liebhaber                                                   | D. H. Lawrence              | 1913             | |
| 61    | The Sea, the Sea                                          | Das Meer, das Meer                                                    | Iris Murdoch                | 1978             | Booker Prize |
| 62    | Animal Farm                                               | Farm der Tiere                                                        | George Orwell               | 1945             | |
| 63    | The Prime of Miss Jean Brodie                             | Die Blütezeit der Miss Jean Brodie                                    | Muriel Spark                | 1961             | |
| 64    | The Way We Live Now                                       | –                                                                     | Anthony Trollope            | 1875             | |
| 65    | Orlando                                                   | Orlando                                                               | Virginia Woolf              | 1928             | |
| 66    | Sense and Sensibility                                     | Verstand und Gefühl                                                   | Jane Austen                 | 1811             | |
| 67    | Crash                                                     | Crash                                                                 | J. G. Ballard               | 1973             | |
| 68    | A Clockwork Orange                                        | Uhrwerk Orange                                                        | Anthony Burgess             | 1962             | |
| 69    | Nostromo                                                  | Nostromo                                                              | Joseph Conrad               | 1904             | |
| 70    | Daniel Deronda                                            | Daniel Deronda                                                        | George Eliot                | 1876             | |
| 71    | Old Filth                                                 | Ein untadeliger Mann                                                  | Jane Gardam                 | 2004             | |
| 72    | The Heart of the Matter                                   | Das Herz aller Dinge                                                  | Graham Greene               | 1948             | |
| 73    | The Blue Flower                                           | Die blaue Blume                                                       | Penelope Fitzgerald         | 1995             | National Book Critics Circle Award |
| 74    | The Mayor of Casterbridge                                 | Der Bürgermeister von Casterbridge                                    | Thomas Hardy                | 1886             | |
| 75    | Women in Love                                             | Liebende Frauen                                                       | D. H. Lawrence              | 1920             | |
| 76    | Small Islands                                             | Eine englische Art von Glück                                          | Andrea Levy                 | 2004             | Orange Prize for Fiction Whitbread Book Award Commonwealth Writers’ Prize |
| 77    | Of Human Bondage                                          | Der Menschen Hörigkeit                                                | W. Somerset Maugham         | 1915             | |
| 78    | A House for Mr. Biswas                                    | Ein Haus für Mr. Biswas                                               | V. S. Naipaul               | 1961             | Nobelpreis für Literatur |
| 79    | His Dark Materials                                        | His Dark Materials                                                    | Philip Pullman              | 1995–2000        | Romanreihe |
| 80    | Excellent Women                                           | Vortreffliche Frauen                                                  | Barbara Pym                 | 1952             | |
| 81    | The Jewel in the Crown                                    | Das Juwel in der Krone                                                | Paul Scott                  | 1966             | |
| 82    | The Patrick Melrose Novels                                | –                                                                     | Edward St Aubyn             | 1992–2012        | Romanreihe |
| 83    | Barchester Towers                                         | Die Türme von Barchester                                              | Anthony Trollope            | 1857             | |
| 84    | Scoop                                                     | Scoop                                                                 | Evelyn Waugh                | 1938             | |
| 85    | Regeneration Trilogy                                      |                                                                       | Pat Barker                  | 1991–1995        | Romanreihe: Niemandsland, Das Auge in der Tür, Die Straße der Geister |
| 86    | A Legacy                                                  | Ein Vermächtnis                                                       | Sybille Bedford             | 1956             | |
| 87    | The Old Wives’ Tale                                       | Constance und Sophia oder Die Geschichte der alten Damen              | Arnold Bennett              | 1908             | |
| 88    | The Death of the Heart                                    | Kalte Herzen                                                          | Elizabeth Bowen             | 1938             | |
| 89    | The Horse’s Mouth                                         | Des Pudels Kern                                                       | Joyce Cary                  | 1944             | |
| 90    | The Woman in White                                        | Die Frau in Weiß                                                      | Wilkie Collins              | 1860             | |
| 91    | The Forsyte Saga                                          | Die Forsyte-Saga                                                      | John Galsworthy             | 1922             | Nobelpreis für Literatur |
| 92    | Cold Comfort Farm                                         | Cold Comfort Farm                                                     | Stella Gibbons              | 1932             | |
| 93    | Lord of the Flies                                         | Herr der Fliegen                                                      | William Golding             | 1954             | Nobelpreis für Literatur |
| 94    | The Private Memoirs and Confessions of a Justified Sinner | Die privaten Memoiren und Bekenntnisse eines gerechtfertigten Sünders | James Hogg                  | 1824             | |
| 95    | The Buddha of Suburbia                                    | Der Buddha aus der Vorstadt                                           | Hanif Kureishi              | 1990             | Whitbread Book Award |
| 96    | Memoirs of a Survivor                                     | Die Memoiren einer Überlebenden                                       | Doris Lessing               | 1974             | |
| 97    | The Chronicles of Narnia                                  | Die Chroniken von Narnia                                              | C. S. Lewis                 | 1949–1954        | |
| 98    | Under the Volcano                                         | Unter dem Vulkan                                                      | Malcolm Lowry               | 1947             | |
| 99    | There but for the                                         | Es hätte mir genauso                                                  | Ali Smith                   | 2011             | |
| 100   | The Code of the Woosters                                  | Alter Adel rostet nicht                                               | P. G. Wodehouse             | 1937             | |

## Einzelbelege
1. ↑  BBC: The 100 greatest British novels, aufgerufen am 1. Januar 2016
2. ↑  The Guardian:The best British novel of all times – have international critics found it?, aufgerufen am 2. Januar 2016